# Koundoung
Koundoung est un village du Cameroun situé dans la région du Centre et le département du Mbam-et-Kim. Il fait partie de la commune de Ntui.

## Population
En 1963 le village comptait 79 habitants, principalement Mvele.
Lors du recensement de 2005, on y dénombrait 299 personnes.